# 馬格尼特 (內布拉斯加州)
馬格尼特（英語：Magnet）是位於美國內布拉斯加州錫達縣的村。

## 人口
根據2020年美國人口普查的數據，馬格尼特的面積為0.39平方千米，皆為陸地。當地共有人口46人，而人口密度為每平方千米118人。